# Gerichtsbezirk Bruck an der Leitha
Der Gerichtsbezirk Bruck an der Leitha ist einer von 24 Gerichtsbezirken in Niederösterreich und umfasst den östlichen und südlichen Teil des gleichnamigen Verwaltungsbezirks Bruck an der Leitha. Der übergeordnete Gerichtshof ist das Landesgericht Korneuburg.

## Gerichtssprengel
Einwohner: Stand 1. Jänner 2024

### Städte
- Bruck an der Leitha (8546)
- Hainburg an der Donau (7033)
- Mannersdorf am Leithagebirge (4224)

### Marktgemeinden
- Bad Deutsch-Altenburg (1973)
- Enzersdorf an der Fischa (3601)
- Petronell-Carnuntum (1272)
- Prellenkirchen (1694)
- Rohrau (1670)
- Sommerein (2225)
- Trautmannsdorf an der Leitha (2948)

### Gemeinden
- Au am Leithaberge (951)
- Berg (976)
- Göttlesbrunn-Arbesthal (1461)
- Götzendorf an der Leitha (2229)
- Haslau-Maria Ellend (2029)
- Hof am Leithaberge (1684)
- Höflein (1220)
- Hundsheim (666)
- Scharndorf (1232)
- Wolfsthal (1246)

## Geschichte
Nach dem Anschluss Österreichs 1939 wurde das Gericht in Amtsgericht Bruck (Leitha) umbenannt und war nun dem Landgericht Wien nachgeordnet. 1945 erhielt es wieder den Namen Bezirksgericht.
Am 1. Juli 2002 wurde der Gerichtsbezirk Hainburg an der Donau aufgelassen und die Gemeinden Bad Deutsch-Altenburg, Berg, Hainburg an der Donau, Haslau-Maria Ellend, Hundsheim, Petronell-Carnuntum, Prellenkirchen, Scharndorf und Wolfsthal wurden dem Gerichtsbezirk Bruck an der Leitha zugewiesen.